# Edad de Plata

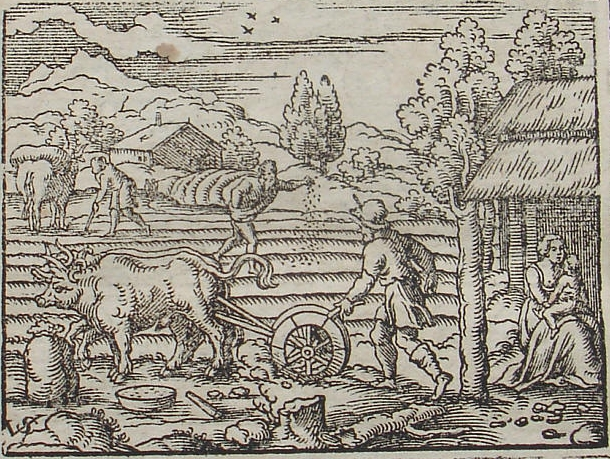
Grabado de Virgil Solis empleado en una edición de la obra de Ovidio Las metamorfosis.

La Edad de Plata es el nombre que se suele dar a un periodo histórico particular que se considera sucesor o emulador de una anterior Edad de Oro, aunque su valor sea inferior (como el de la plata frente al del oro).

## El mito griego

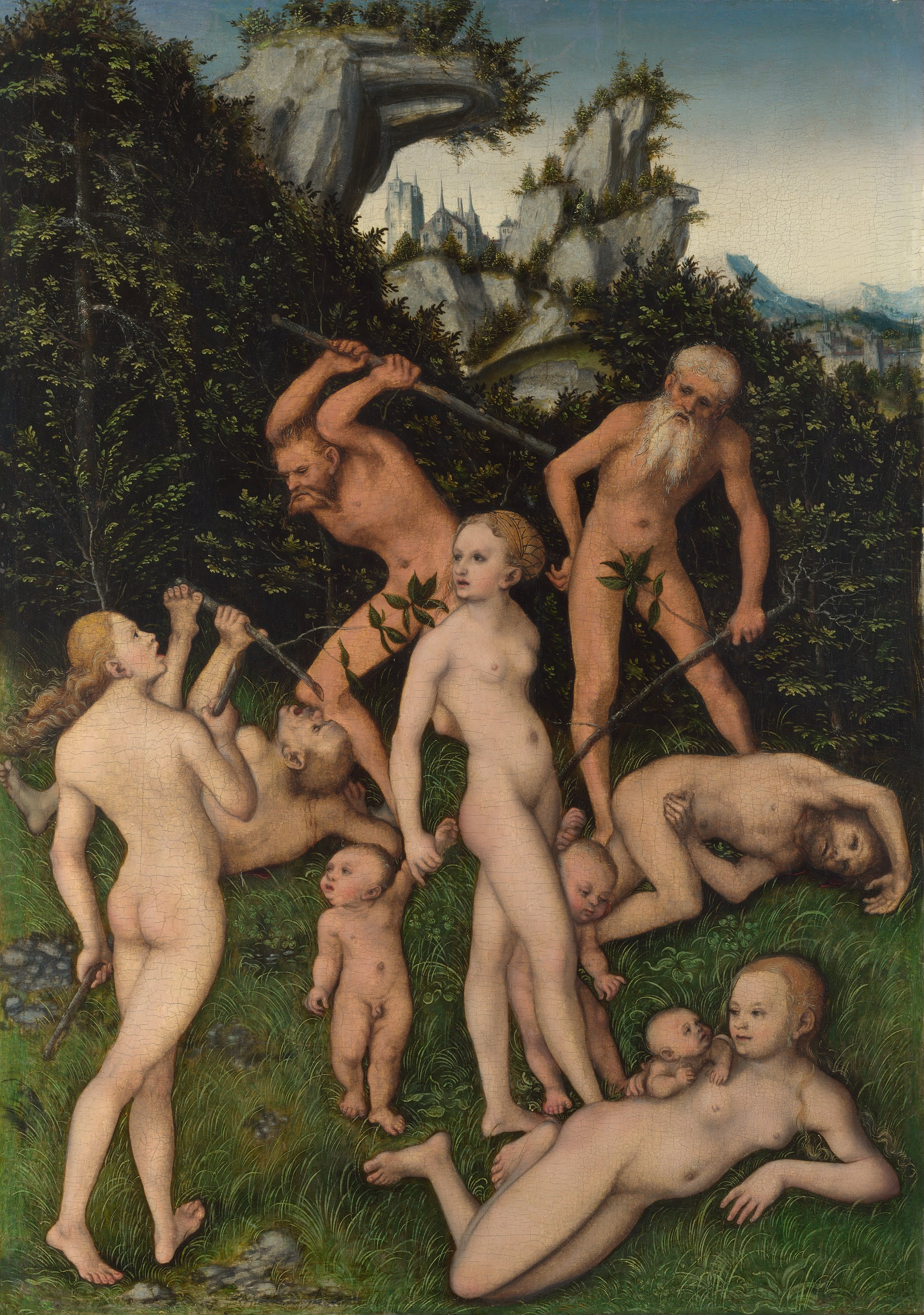
Lucas Cranach el Viejo: La Edad de Plata (Das silberne Zeitalter, ca. 1530). Óleo en madera de roble. Galería Nacional de Londres.

La expresión se acuñó como una de las cinco Edades del Hombre descritas por Hesíodo, y que comienzan con la creación del hombre a partir de las piedras arrojadas por Deucalión y Pirra tras un diluvio. Esta humanidad vivió durante cien años como niños, sin crecer; que repentinamente envejecieron y murieron. Zeus los destruyó por su impiedad (diluvio de Ogigia). 
Tras el exilio de Crono, Zeus gobernaba el mundo, y los olímpicos crearon una segunda generación de hombres, denominados de plata por ser su raza menos noble que la anterior de oro. Zeus redujo la primavera perpetua que existía a una sola estación de entre cuatro. Los hombres debían abrigarse, construir casas y trabajar, sembrando para poder cosechar y alimentarse. Los niños crecían al cuidado de su madre durante cien años, y la edad adulta duraba pocos años. Menos noble que la de la Edad de Oro, la humanidad de la Edad de Plata no dejaba de suscitar luchas de unos contra otros, y no honraba ni servía a los dioses inmortales. Estas acciones enojaron a Zeus, y los castigó destruyéndolos.

## Aplicación posterior del concepto
Entre los periodos de distintos hechos culturales denominados edades de plata se encuentran:
- Edad de plata de la literatura latina (literatura latina)
- Edad de plata de las letras y ciencias españolas
- Edad de plata de las historietas
- Edad de plata de la poesía rusa (literatura rusa)
- Edad de plata del alpinismo (alpinismo)